# Oospila obsolescens
Oospila obsolescens är en fjärilsart som beskrevs av W. Warren 1909. Oospila obsolescens ingår i släktet Oospila och familjen mätare. Inga underarter finns listade i Catalogue of Life.